# Darren Hayes
Darren Stanley Hayes (født 8. maj 1972 i Brisbane), er en australsk singer-songwriter.
Hayes debuterede i 1996 som frontfigur og sanger i popduoen Savage Garden, der slog igennem med albummet af samme navn fra 1997 med singlerne "I Want You", "To the Moon and Back" og tophittet "Truly Madly Deeply". Succesen blev fulgt op af albummet Affirmation i 1999, der affødte hittene "I Knew I Loved You" og "The Animal Song". Savage Garden solgte mere end 23 mio. albums på verdensplan, inden duoen gik hvert til sit i 2001. 
Det første soloalbum fra Darren Hayes, Spin, kom på gaden i 2002 og solgte 2 mio. på verdensplan. Det blev nr. 2 på den engelske albumhitliste. Det var meningen at Hayes med albummet skulle fortsætte succesen fra Savage Garden, men pladeselskabets forventninger blev ikke indfriet. Hayes' andet soloalbum, The Tension and The Spark markerede et stort stilskifte i Hayes' musik, idet han både eksperimenterede med electronica og mørke tekster. Pladeselskabet og Darren Hayes gik hvert til sit i 2006, og Hayes stiftede sit eget uafhængige pladeselskab, Powdered Sugar, som udgav hans tredje soloalbum i 2007. Det fik titlen This Delicate Thing We've Made.
I efteråret 2007 begyndte Hayes' The Time Machine Tour, som bl.a. kunne opleves i Royal Albert Hall i London. Senere gik turen til Australien, og i 2008 fortsatte tournéen til flere lande.

## Tidlige liv
Hayes blev født i Brisbane, Australien, som den yngste af tre børn. Han startede med at optræde for hans mor allerede i en ung alder. Som elev på Mabel Park High School optrådte han i flere musicalopsætninger, ligesom han sang til nogle af skolens koncerter. Efter gymnasietiden blev han studerende ved University of Queensland, men endte med at udskyde studierne til fordel for musikken. Han mødte make-up-artisten Colby Taylor i 1994, og parret blev gift. Ægteskabet holdt til 1999.

## Personlige liv
Darren Hayes har siden barndommen været inkarneret Star Wars-fan og har været til audition til en rolle i Star Wars Episode III: Sith-fyrsternes hævn.
Siden 2004 har Darren Hayes været bosat i London. Tidligere har han boet i San Francisco.
19. juni 2006 indgik Hayes registreret partnerskab med sin kæreste gennem 2 år, Richard Cullen. I overensstemmelse med Hayes' tidligere praksis om ikke at tale om sit privatliv, herunder sin seksuelle orientering, annoncerede Hayes først partnerskabet 17. juli. 
I august 2007 blev Hayes anklaget for en racistisk motiveret verbalt overfald på en ansat på en thai-restaurant i London. Hayes blev arresteret og løsladt mod kaution, men er ikke blevet dømt for overfaldet. Episoden på restauranten i London fulgte i kølvandet på Hayes' markante offentlige kritik af Australiens premierminister John Howards politik overfor homoseksuelle.

## Diskografi

### Studiealbum
- Spin (2002)
- The Tension and the Spark (2004)
- This Delicate Thing We've Made (2007)
- We Are Smug (med Robert Conley) (2009)
- Secret Codes and Battleships (2011)

### DVD'er
- 2006: Darren Hayes – Too Close for Comfort: Tour Film
- 2006: A Big Night in with Darren Hayes
- 2010: The Time Machine Tour

### Singles
- 2002: "Insatiable"
- 2002: "Strange Relationship"
- 2002: "I Miss You"
- 2002: "Crush (1980 Me)"
- 2004: "Pop!ular"
- 2004: "Darkness"
- 2004: "Unlovable"
- 2005: "So Beautiful"
- 2007: "Step into the light" (remixed for clubs only)
- 2007: "Me, Myself and (I)"
- 2008: "On the Verge of Something Wonderful"
- 2008: "Casey"
- 2011 "Talk Talk Talk"
- 2011 "Black Out the Sun"
- 2012 "Bloodstained Heart"
- 2012 "Stupid Mistake"
- 2022 "Let's Try Being In Love"